# Actornithophilus paludosus
Actornithophilus paludosus är en insektsart som beskrevs av Clay 1962. Actornithophilus paludosus ingår i släktet Actornithophilus, och familjen spolätare. Arten är reproducerande i Sverige.